# Comuna Cepari, Argeș
Cepari (în trecut, Cepari-Bârsești) este o comună în județul Argeș, Muntenia, România, formată din satele Cărpeniș, Ceparii Pământeni (reședința), Ceparii Ungureni, Morăști, Șendrulești, Urluiești, Valea Măgurei și Zamfirești.

## Așezare
Comuna se află în nord-vestul județului, la limita cu județul Vâlcea, pe malurile Topologului. Este străbătută de șoseaua județeană DJ678A, care o leagă spre nord de Șuici și spre sud de Tigveni (unde începe o porțiune comună cu DN73C), Ciofrângeni (unde se ramifică din nou), Poienarii de Argeș, Morărești (unde se intersectează cu DN7), apoi în județul Vâlcea de Milcoiu, Nicolae Bălcescu și Galicea. Din acest drum, lângă Ceparii Ungureni se ramifică șoseaua județeană DJ703F, care duce spre vest, în județul Vâlcea, la Runcu, Dăești și Râmnicu Vâlcea (unde se termină în DN7).
Comuna Cepari, cu o suprafață de 39 km², este situată la 55 km de municipiul Pitești și la 22 km de municipiul Curtea de Argeș. 
Legătura comunei cu reședința de județ se asigură prin drumul Șuici-Curtea de Argeș și drumul Corbeni-Pitești. Cea mai apropiată stație de cale ferată este la 22 km, la Curtea de Argeș.

## Toponimie
Numele satului de reședință de comună este Cepari-Pământeni, iar primul act în care este menționat datează din 10 august 1519.
Numele satului Cepari este legat de numele boierilor care au avut moșii pe aceste meleaguri. I. Iordan consideră numele Cepari, ca un derivat de la ceapă, cu sensul de cultivator sau negustor de ceapă.
Hidronimul Topolog s-a format din topol - plop și sufixul de origine slavă -ovu, care dă înțelesul de Râul cu Plopi.
Satul Cepari-Pământeni este format din două părți - Linia Ceparilor și Plaiul Oii, cătun care în secolul al XVII-lea se numea Săliștea Toderești.
Cepari-Ungureni este menționat în secolul al XVIII-lea, o parte se numește Neagoș. 
În Cartografia din anii 1773-1774 de la Moscova, în Cepari este menționat numele de Neagoe. Forma Neagoș poartă o influență maghiară de la primii ungureni așezați în sat.
Satele cu numele Cepari sunt menționate pe Harta rusă din 1835 cu denumirile de Cepari-Ungureni și Cepari Urluești. 
Ungurenii, emigranți transilvăneni, s-au așezat în țările române între secolele XIII-XX-lea. Satele întemeiate și locuite de ei s-au numit Ungureni, iar autohtonii au recurs la Pământeni.
Cărpeniș, sat de moșneni, a fost întemeiat pe locul unei păduri de carpeni. Este format din cătunele Budanii de Sus, Budanii de Jos și Rotundu.
Morăști este un sat întemeiat din ungureni ce era condus de Gh. Morăscu. Satul are două cătune: Bunești și Mărculești. 
Șendrulești, Șendrea, este de origine transilvană. Primii locuitori au fost ungureni. 
Satul Urluiești, menționat în documente din secolul al XVI-lea, este întemeiat de un grup de refugiați din Câmpia Teleormanului și se consideră a fi păstrat numele satului Urlui (comuna Bogdana) situat între râurile Teleorman și Cămățui. 
Valea Măgurii poartă numele dealului Măgura, care în secolul al XVI-lea era numit Neagra.
Zamfirești este un oiconim după numele de familie (Zamfir) des întâlnit în sat.

## Relief

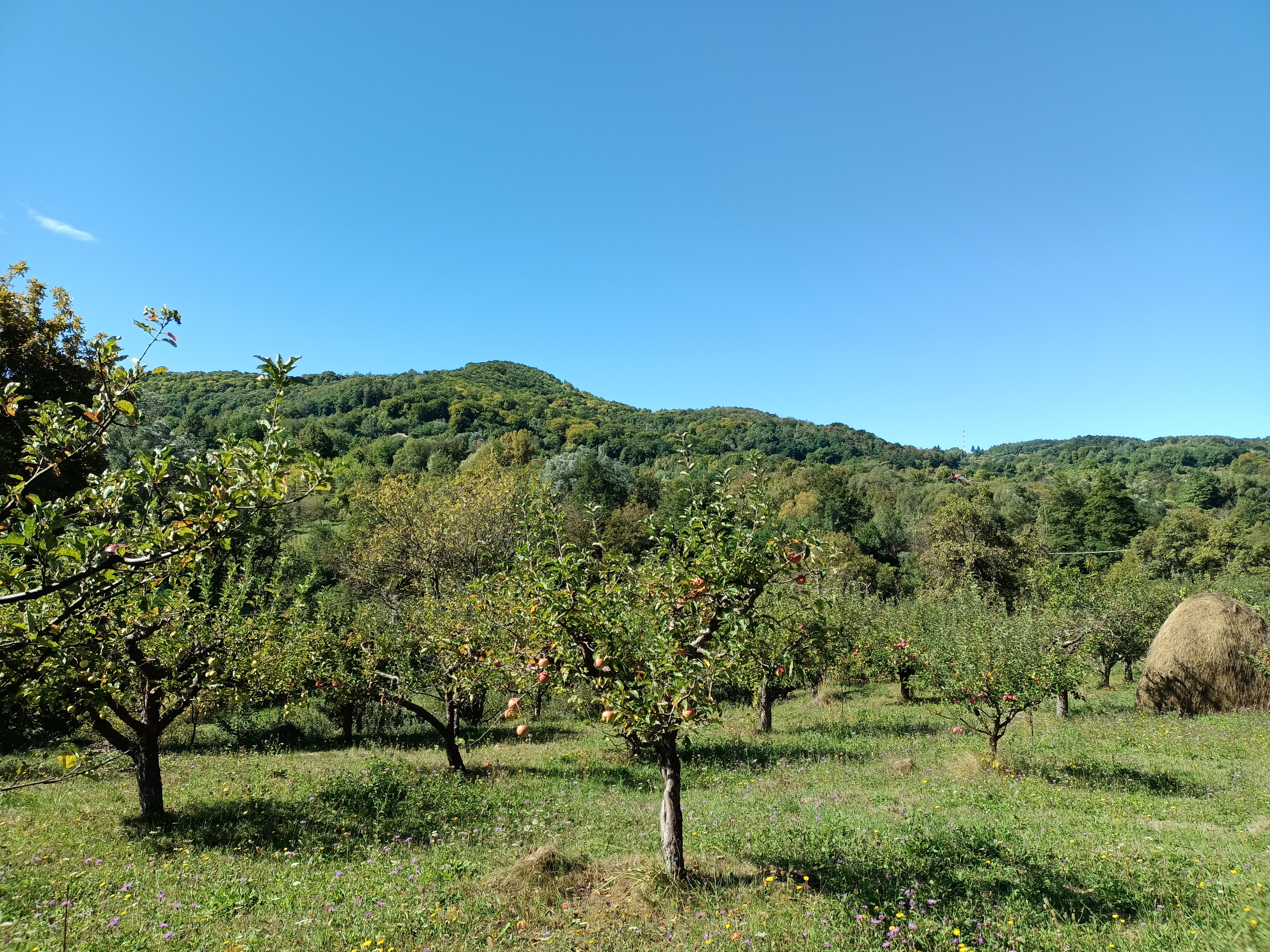
Dealuri înalte

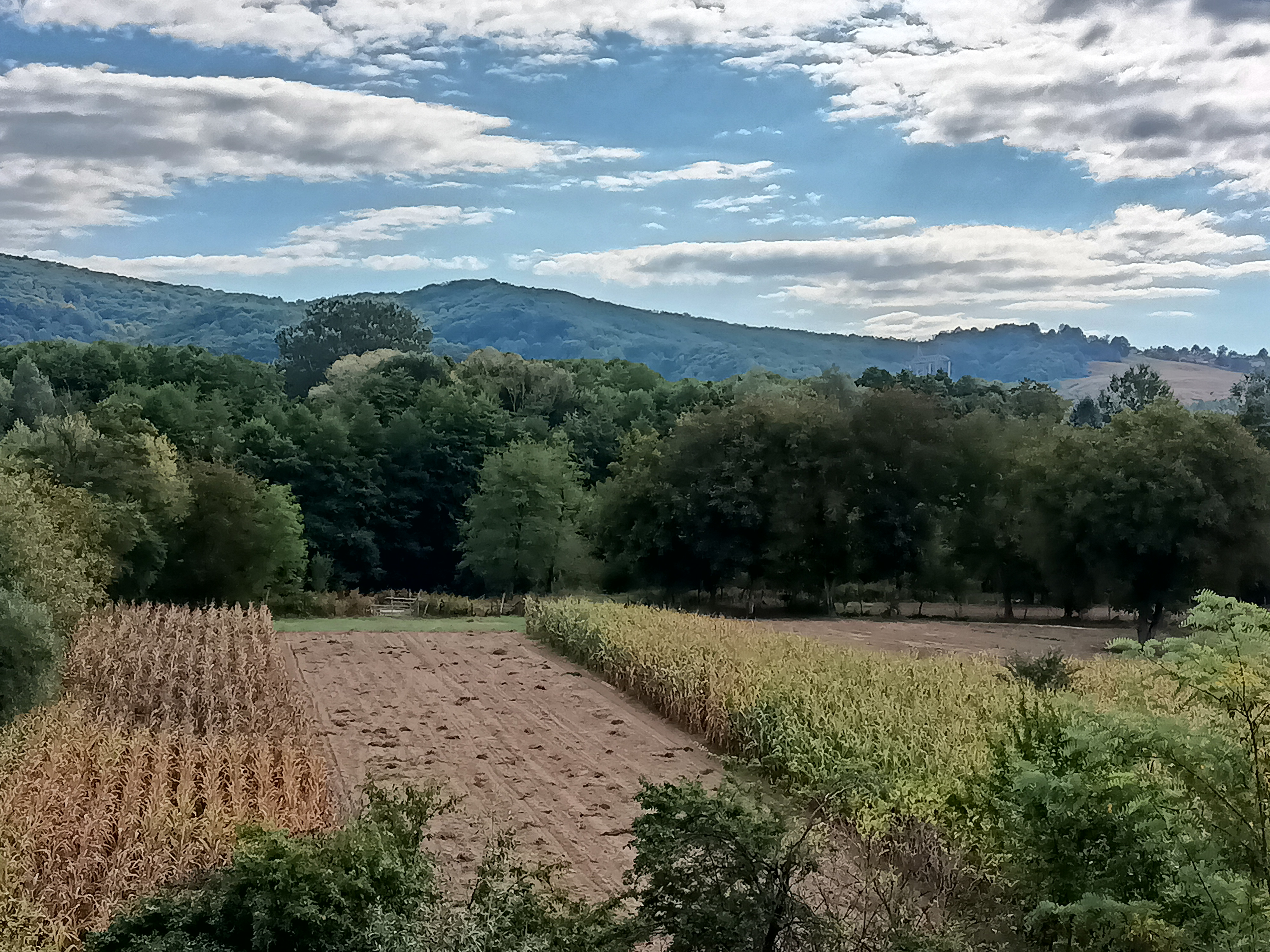
Lunca Topologului

Comuna Cepari este situată în depresiunea Subcarpaților Getici, unitate distinctă ce se întrepătrunde între Carpați și Piemontul Getic. Relieful, prezintă forme specifice Subcarpaților, fiind format din dealuri înalte, a căror altitudine este cuprinsă între 375 și 650 m. Înălțimi mai mari (Dealul Zănoaga, Dealul Măgura) se întâlnesc pe dealurile din Estul și Vestul comunei și scad treptat către Topolog. Lunca Topologului reprezintă o frormațiune mai joasă.  

## Clima
Sectorul subcarpatic al Văii Topologului, pe teritoriul comunei Cepari, din punct de vedere climatic, aparține climatului de tranziție între climatul montan și cel de câmpie. Temperatura este moderată, valorile medii fiind cuprinse între 8 și 10 grade. Temperaturile cele mai scăzute se înregistrează în lunile ianuarie și februarie, iar cele mai ridicate în lunile iulie și august. Zilele cu temperaturi scăzute ajung la aproape 40, iar zilele cu temperaturi de vară, la 90 -100 de zile. 
Viteza vântului crește mai ales iarna în zona dealurilor de nord-vest. Precipitațiile devin abundente în perioada iunie-iulie, producând inundații și alunecări de teren în zona Văii Cărpenișului și Valea Urluieștiului, și mai scăzute în ianuarie - martie. 
Bruma, fenomen atmosferic întâlnit în comuna Cepari, se înregistrează în lunile octombrie - noiembrie (5-6 zile) și scade în lunile martie - aprilie (3-4 zile).

## Hidrografie
Teritoriul comunei este străbătut de râul Topolog, ce izvorăște din munții Făgăraș. Topologul este un afluent de ordinul III, adică afluent direct al Oltului, râu al cărui bazin hidrografic are 24010 km², iar bazinul Topologului reprezintă 2,3% din acesta. Valea sa reprezintă limita vestică a Mușcelelor Argeșului. Este atestat documentar cu un nume slav, Topolov, așa cum apare la 11 septembrie 1489.. 

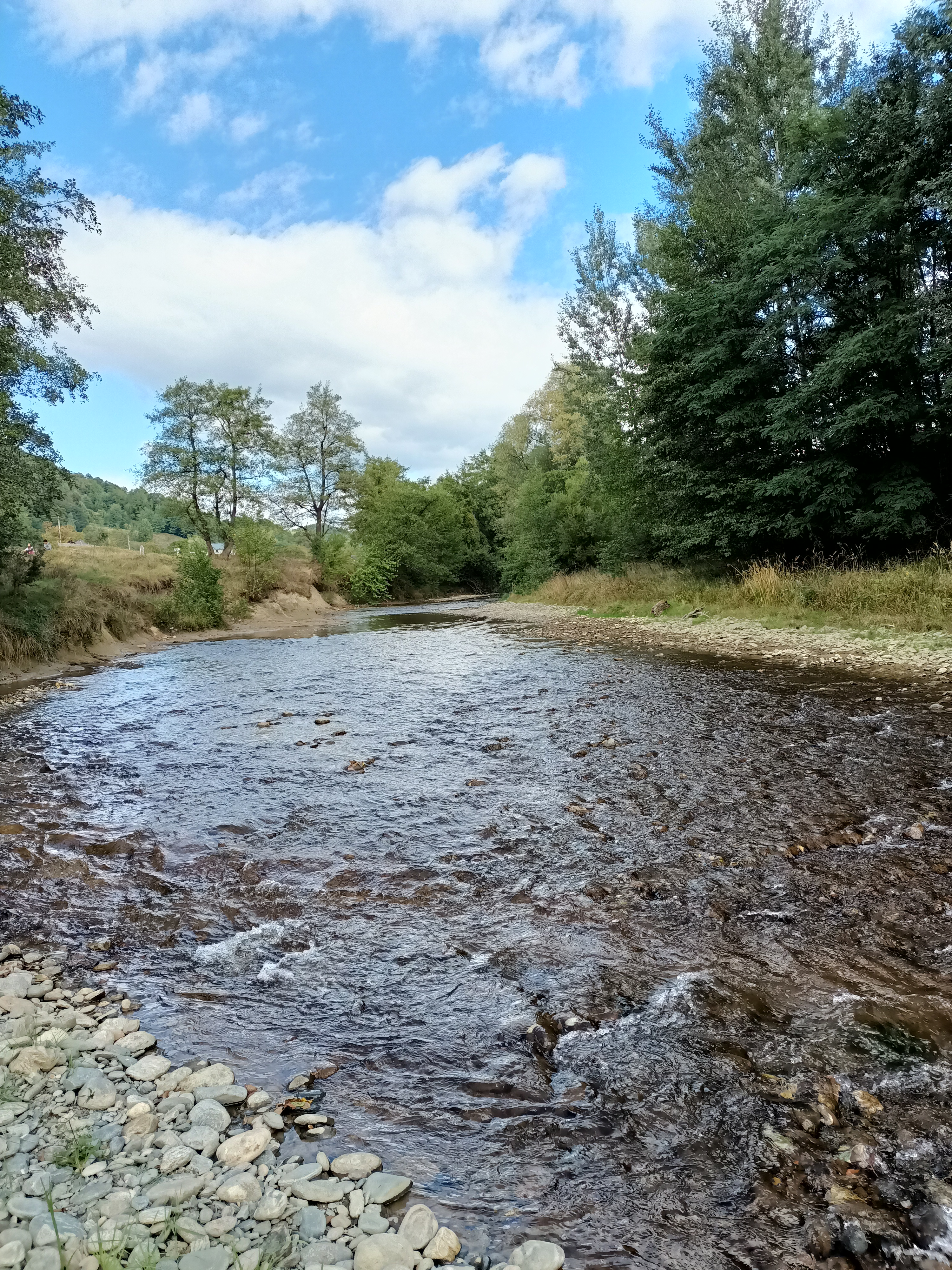
Râul Topolog

Bazinul hidrografic al Topologului se desfășoară pe cca. 84 km lungime. Valea Topologului primește, pe teritoriul comunei Cepari, afluenți precum: Valea Cărpenișului, Valea Urluiești, Valea Măgurii, Valea Ceparilor.   

## Floră și faună
În regiunea ocupată de comuna Cepari, vegetația cuprinde pădurile de fag, principalul arbore al pădurilor de pe teritoriul Comunei Cepari, păduri de gorun, în amestec cu alte specii, precum carpenul, aninul, frasinul, plopul, mesteacănul. 
Pajiștile se prelungesc cu vegetația de luncă, ocupând o suprafață însemnată a comunei și sunt reprezentate prin graminee, ovăscior de munte, păișul, clopoței, trifoiul. Vegetația de luncă se întinde de-a lungul văilor afluente (Valea Cărpenișului, Valea Urluiești și Valea Ceparului), fiind reprezentată de iarba câmpului, troscotul, plopul, salcia, frasinul, aninul.
Se disting trei biotipuri principale: lumea animală a pădurilor, a luncilor și a râurilor. 
Ursul și căprioara sunt pe cale de dispariție din cauza defrișărilor la care a fost supusă regiunea. Mamiferele întâlnite sunt: lupul, mistrețul, vulpea, veverița, iepurele, dihorul, viezurele. Reptilele sunt reprezentate prin șarpele de pădure, șarpele neted, șopârle, gușteri. 
Lumea păsărilor este reprezentată de: ciocănitoarea pestriță, pițigoiul, scorțarul, cinteza, gaița, porumbelul gulerat, sirarul, coțofana, mierlă, codobatură, cucul. 
Lumea subacvatică este reprezentată de lipan, mreana, țiparul, cleanul, țestoasa de baltă, broasca de lac, raci.

## Demografie
Componența etnică a comunei Cepari
     Români (93,26%)
     Alte etnii (0,32%)
     Necunoscută (6,42%)
Componența confesională a comunei Cepari
     Ortodocși (93,05%)
     Alte religii (0,47%)
     Necunoscută (6,47%)
Conform recensământului efectuat în 2021, populația comunei Cepari se ridică la 1.900 de locuitori, în scădere față de recensământul anterior din 2011, când fuseseră înregistrați 2.289 de locuitori. Majoritatea locuitorilor sunt români (93,26%), iar pentru 6,42% nu se cunoaște apartenența etnică. Din punct de vedere confesional, majoritatea locuitorilor sunt ortodocși (93,05%), iar pentru 6,47% nu se cunoaște apartenența confesională.
La 1 iulie 1970, populația comunei Cepari era de 3046 locuitori: 1480 bărbați și 1566 femei,în anul 1977 erau 3092 locuitori, în anul 1992 erau 2622 locuitori.

## Politică și administrație
Comuna Cepari este administrată de un primar și un consiliu local compus din 11 consilieri. Primarul, Alexei-Cristian Ciobanu[*], de la Partidul Social Democrat, este în funcție din 2016. Începând cu alegerile locale din 2024, consiliul local are următoarea componență pe partide politice:
|  | Partid                          | Consilieri | Componența Consiliului | Componența Consiliului | Componența Consiliului | Componența Consiliului | Componența Consiliului |
|  | ------------------------------- | ---------- | ---------------------- | ---------------------- | ---------------------- | ---------------------- | ---------------------- |
|  | Partidul Național Liberal       | 5          |                        |                        |                        |                        |                        |
|  | Partidul Social Democrat        | 5          |                        |                        |                        |                        |                        |
|  | Alianța pentru Unirea Românilor | 1          |                        |                        |                        |                        |                        |

## Economie
Așa cum rezultă din harta Țării Românești, întocmită de stolnicul Constantin Cantacuzino la 1700, pădurile aveau o arie mult mai extinsă decât în secolul XXI. Începând cu secolul al XVII-lea, ca urmare a unor defrișări, în scopul transformării acestora în terenuri agricole, aria pădurilor s-a restrâns.
O componentă a spațiului rural este spațiul agricol, fiind suprafața utilizată pentru cultivarea plantelor și creșterea animalelor. Suprafața agricolă a comunei este de 2694 ha. (teren arabil, pășuni și fânețe și livezi cu pomi fructiferi).  
Condițiile naturale și evoluția socio-economică, au menținut agricultura ca principala activitate. Poziția geografică situată în spațiul subcarpatic și perimontan îmbină specificul pomicol cu cel cerealier. Cele mai importante sunt culturile de porumb, cartof, ovăz, furaje și plantațiile de pomi fructiferi (mărul și prunul) și vița de vie.
Fondul forestier ocupă suprafața de 901 ha. . 

### Pomicultura
Pomicultura, una dintre cele mai vechi preocupări, a cunoscut de-a lungul timpului o evoluție în cultivarea pomilor fructiferi. Terenurile, care astăzi sunt suprafețe întinse cu pomi fructiferi, aduc venituri pentru locuitorii comunei. 

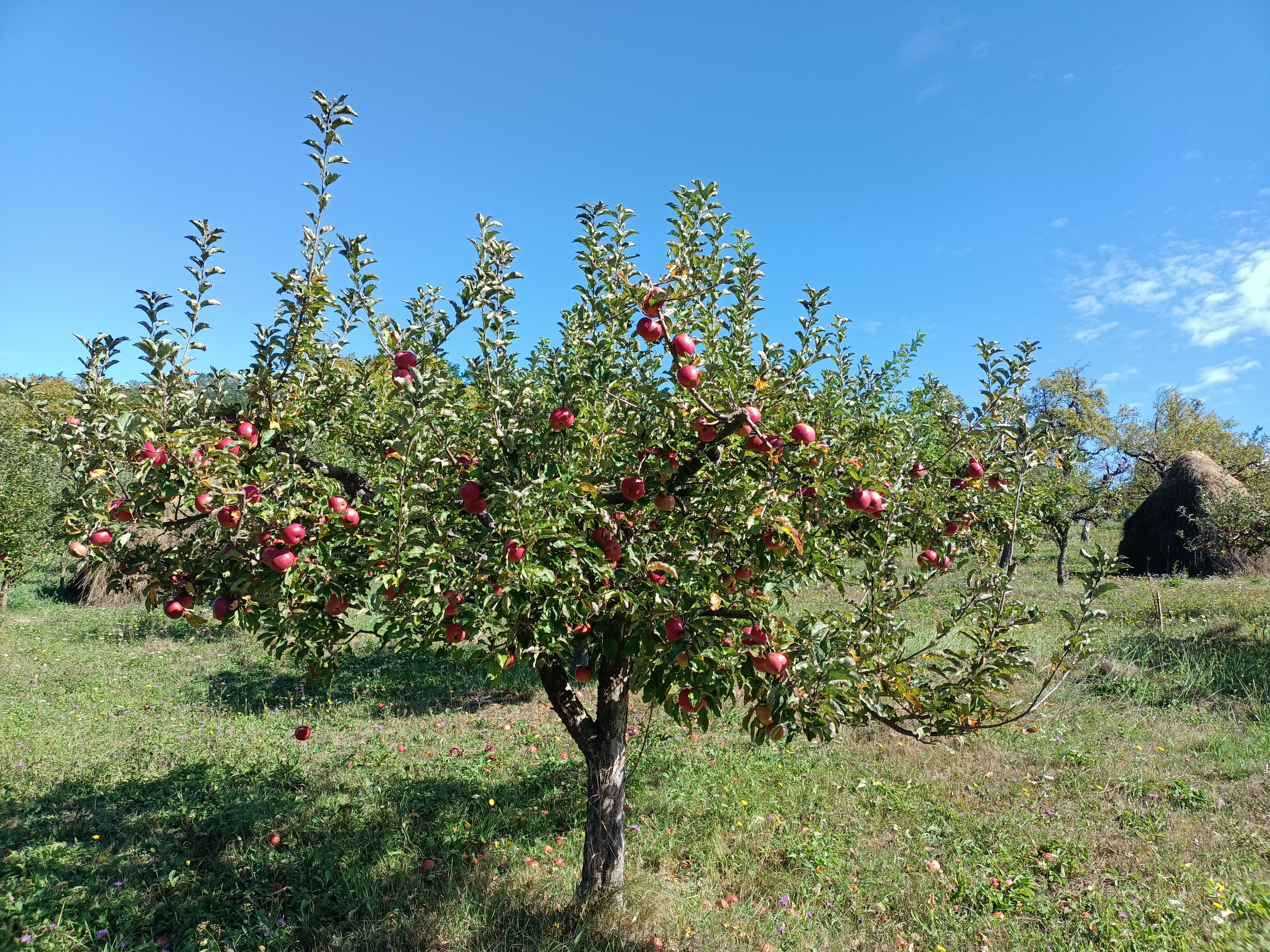
Livadă de meri

Valea Topologului are condiții climatice favorabile pentru cultura de măr, păr, prun, vișin, cireș. Cultura prunului are o tradiție veche, deoarece prunele se folosesc la fabricarea țuicii. 
Cooperativizarea agriculturii, în perioada comunistă, nu a atins comuna Cepari. 

### Creșterea animalelor
O îndeletnicire veche și o sursă însemnată de venituri pentru locuitorii comunei Cepari este creșterea animalelor. 

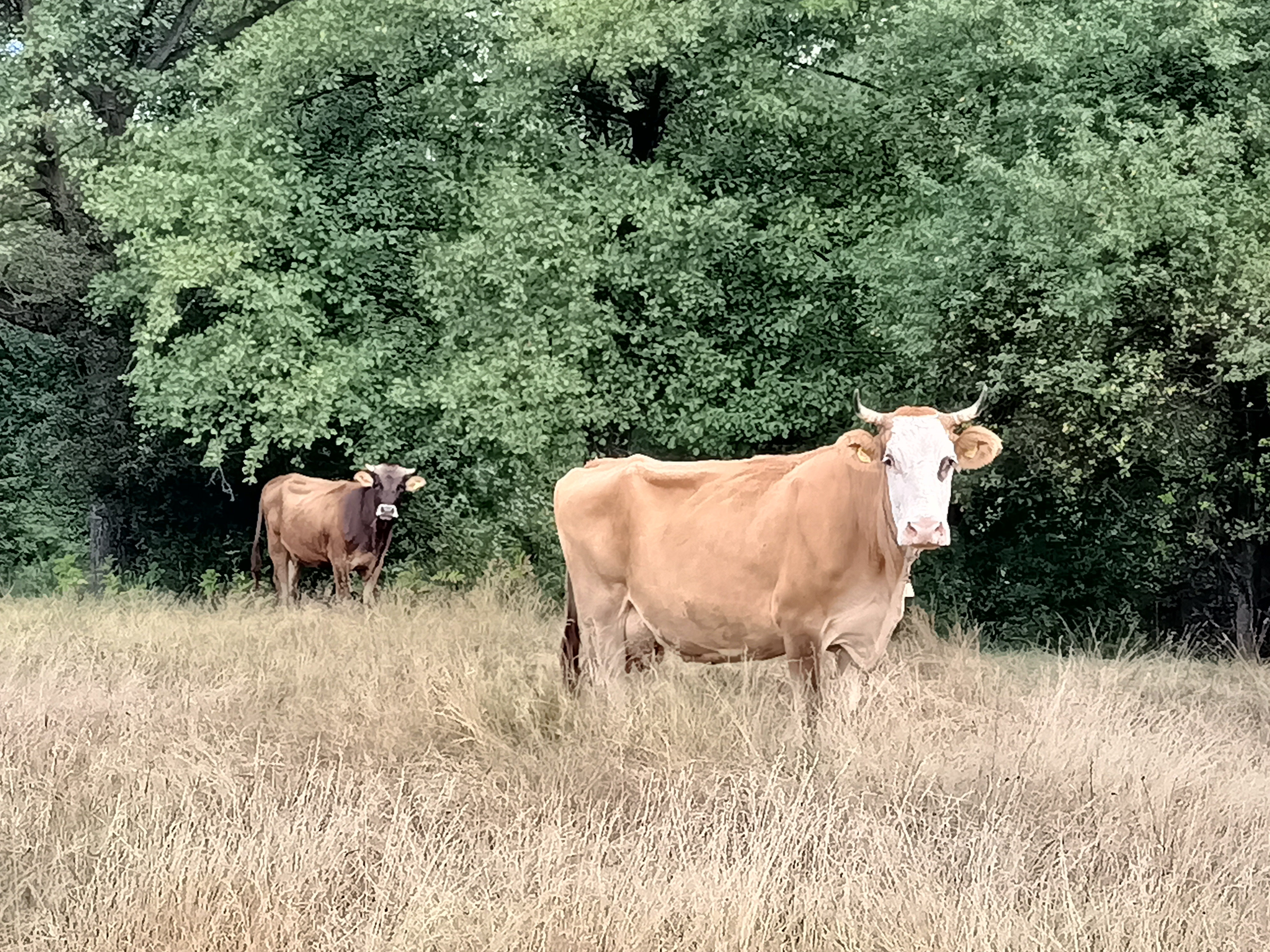
Bovine

Creșterea bovinelor,  ovinelor, porcinelor, caprinelor și cabalinelor constituie o preocupare de seamă a locuitorilor comunei, pășunatul fiind asigurat pe o perioadă mai lungă din an și pe suprafețele ocupate de pomii fructiferi.

## Istorie
În urma unor cercetări arheologice făcute de Spiridon Cristocea și Romeo Maschio de la Muzeul Județean Argeș, la Biserica din Cepari, în anul 1976, s-a evidențiat că acest lăcaș de cult a fost construit pe un tumul dacic, datând din secolul al V-lea î. Hr. Au fost descoperite fragmente ceramice din Hallstatt, urme de vetre de așezare umană ce se încadrează în culturile Glina și Ferigile.
În timpul domniei lui Vlad Căprarul (1482-1495), satul este cumpărat de către socrul lui Dragomir Ceparul, de la Tudora, pentru suma de 9000 aspri.
Conform legendei, satul Cepari a fost întemeiat de Dragomir Ceparul, căpitan în oastea voievodului Negru Vodă, în urma unei partide de vânătoare care l-a adus pe aceste meleaguri.
În secolele IV-VI, populația acestor locuri a cunoscut o creștere în timpul invaziei popoarelor migratoare cât și datorită trecerii românilor din Transilvania peste munți, pentru a scăpa de represiunile Imperiului Austro-Ungar.
Prima atestare documentară a satului Cepari este din 10 august 1519, printr-un act emis la Pitești, prin care Neagoe Basarab întărește unele proprietăți moștenite. În acest document Neagoe Basarab (1512 - 1521) întărește jupânului Dragomir, fiul lui Badea din Șuici mai multe moșii în Cepari și satele învecinate. Sunt menționate cătunele Neagra și Seliștea Mare.
Într-un document din 10-20 iulie 1536 apare numele satul Cepari de pe apa Topologului, precum și la 1700, pe harta Țării Românești apare numele de Cepar.
În istoria medievală satul Cepari este cunoscut și prin boierii cu același nume, care în secolele XVI-XVII, au ocupat mari dregătorii în viața politică a Țării Românești. 
Dintre boierii Cepari care au deținut mari dregătorii, în afară de Dragomir, mare slujer, amintim pe nepotul său Radu, mare comis și mare paharnic (1580-1583, 1585).Fiii logofătului Stanciu Ceparu dețin mari dregătorii în secolul XVII: Eftimie, mare pitar în 1635, Ivașcu, mare armaș (1645), mare serdar (1661-1662), mare medelnicer (1663-1664). 
Din anul 1650, moșia boierilor Cepari intră în posesia familiei Balotă Căpitanul. Căpitanul Balotă  și soția lui Despa au avut trei băieți și o fată: Ștefan, Preda, Iliaș, iar fata s-a călugărit sub numele de Filofteia.
La sfârșitul secolului al XIX-lea, comuna Cepari purta numele de Cepari-Bârsești, făcea parte din plasa Topologul a județului Argeș și era formată din satele Bârsești, Ceparii Pământeni, Ceparii Ungureni, Șendrulești, Valea Calului și Vlădești, cu 1374 de locuitori. În comună existau o școală primară rurală și patru biserici (la Bârsești, Ceparii Pământeni, Ceparii Ungureni și Vlădești). La acea vreme, pe teritoriul actual al comunei mai funcționa în aceeași plasă și comuna Urluești-Băbeni, cu 914 locuitori, formată din satele Cepari-Urluești, Surpați și Valea Babei, având o școală mixtă și trei biserici (una în fiecare sat).
Un eveniment major la care au participat locuitorii satelor comunei Cepari a fost Războiul pentru dobândirea Independenței naționale de la 1877-1878. 

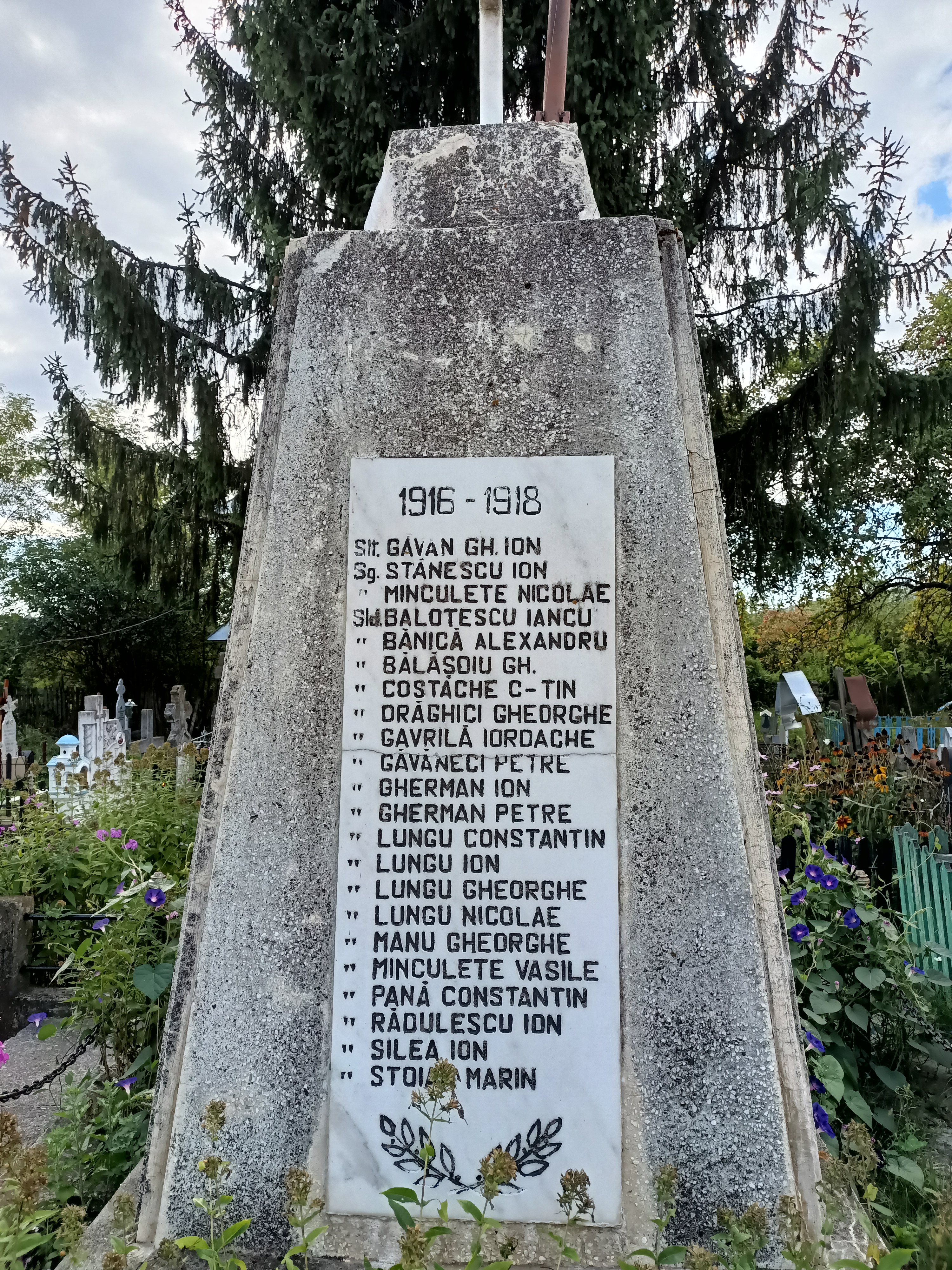
Monumentul eroilor

În timpul Primului Război Mondial, în zona Văii Topologului s-au dat lupte grele în raza localităților Sălătrucu, Șuici, Cepari, Tigveni, Ciofrângeni.  În perioada cuprinsă între zilele 5 și 12 noiembrie 1916, teritoriul comunei Cepari a fost câmp de luptă în timpul primului război mondial, unde au acționat trupele Diviziilor 8 și 12 infanterie.
Anuarul Socec din 1925 consemnează comunele în aceeași plasă. Comuna Cepari avea 1284 de locuitori în satele Ceparii Pământeni, Ceparii Ungureni, Valea Calului și Șendrulești; comuna Urluești (noul nume al comunei Urluești-Băbeni) avea 1223 de locuitori în satele Urluești, Valea Babei și Surpați.
Locuitorii comunei Cepari au participat și la cel de-al doilea război mondial. Mulți locuitori ai comunei Cepari fost chemați sub arme să treacă Prutul la 22 iunie 1941, luptând pe frontul de Est. 
Din cadrul comunei Cepari, în timpul campaniilor desfășurate de trupele române în anii 1877-1878, 1916-1919 și 1941-1945, au căzut eroic la datorie 188 de luptători: 2 în războiul de independență, 98 în războiul de rîntregire națională și 88 în cel de-al doilea război mondial.
În 1950, comunele au fost transferate raionului Curtea de Argeș din regiunea Argeș. În 1968, ele au revenit la județul Argeș, reînființat, iar comuna Urluești a fost desființată, satele ei trecând la comuna Cepari.

## Monumente istorice

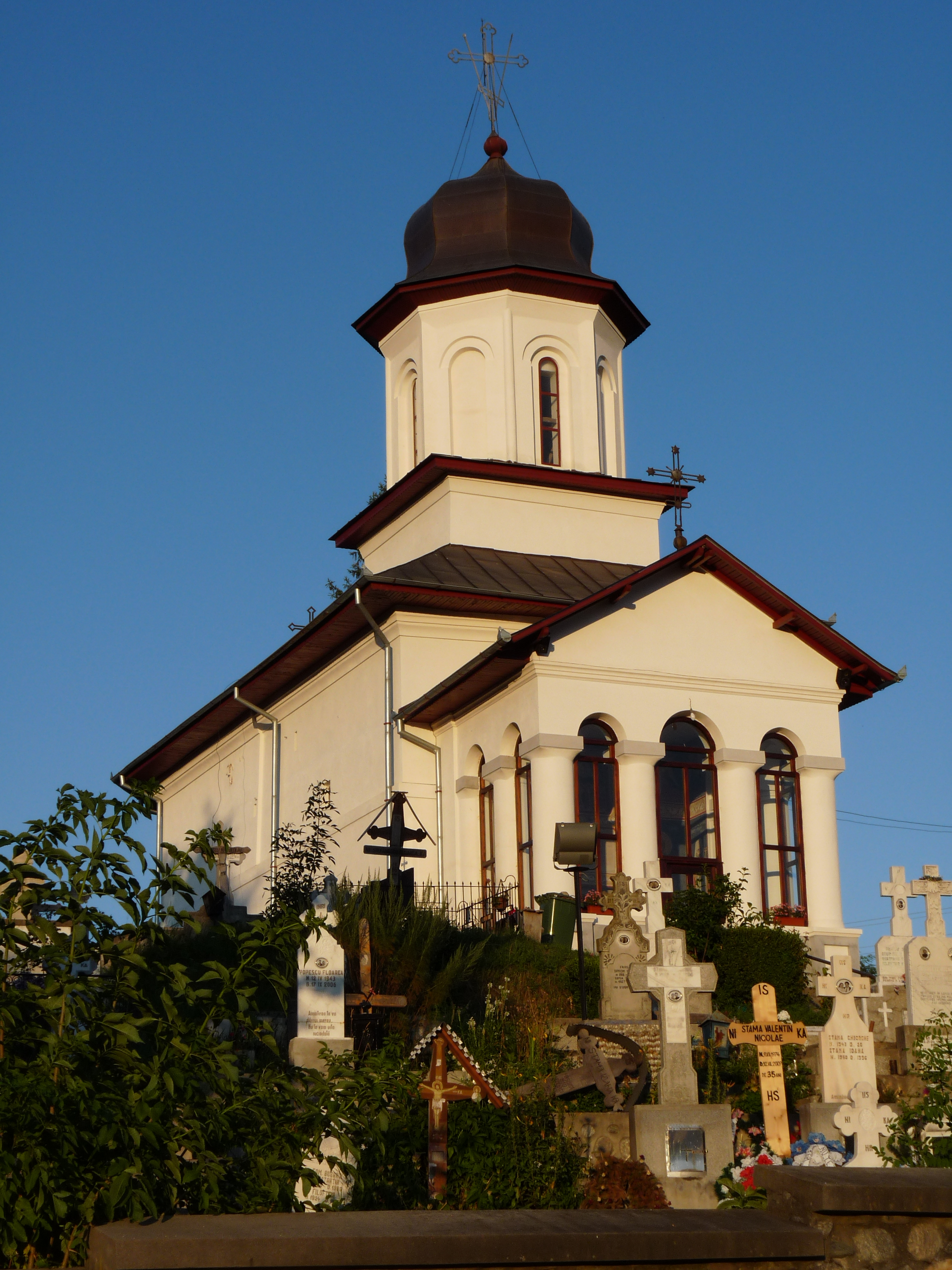
Biserica „Înălțarea Domnului” din Ceparii Pământeni, monument istoric

În comuna Cepari se află curtea boierilor din Cepari (1752), monument istoric de arhitectură de interes național, ansamblul aflat în satul Ceparii Pământeni și alcătuit din ruinele caselor, biserica „Înălțarea Domnului” și zidul de incintă.
Boierii din Cepari, posesori ai unor întinse domenii, au ridicat biserica din centrul satului Cepari Pământeni. Biserica-monument din comuna Cepari a fost ctitorită la 1533 de Dragomir Ceparul, frate cu Șuica, de la Șuicii Argeșului, și fiu a lui Badea căruia Radu cel Mare, pe la 1504, îi întărește, într-un act de moșie.
Biserica, construită din cărămidă, este compusă din altar, naos, pronaos și pridvor. Singura turlă ce se înalță peste pronaos servește de clopotniță, la care se ajunge printr-o scară. Pisania din piatră ne arată că biserica a fost construită în 1751-1752 de Șerban Balotă, ridicată în locul celei vechi construită de vornicul Dragomir (1532-1533). 
Spre Răsărit este scris pe fond negru un mic istoric al Bisericii:
„Această sfântă Biserică a fost făcută la anul 1533 de marele vornic Dragomir Ceparu strămoșu lui Ivașcu Ceparu Vel Armaș. La anul 1752 s-a zidit din non pe temeliile cele vechi de marele clicer Ștefan Balotă fiul lui Căpitan Balotă...”
Între anii 1888-1889 biserica a fost restaurată și s-a adăugat pridvorul deschis.
În anul 1976, prin strădania preotului paroh, s-a început reparația ei. În urma săpăturilor făcute în interiorul bisericii, în pronaos, s-au descoperit două pietre funerare, precum și alte morminte ale ctitorilor. S-au găsit și alte obiecte funerare ca: inele, fibule, monede ungurești și turcești, datând din secolul al XVIII. S-au descoperit și cioburi din ceramică, din care s-a reconstruit un vas dacic.
Clopotul are o vechime de aproape 300 de ani. Se pot vedea literele chirilice dimprejurul clopotului: "Acest clopot l-au făcut Ștefan Căpitan sin Balotă C.M. în Cepari (1737)".
În rest, alte două obiective din comună sunt incluse în lista monumentelor istorice din județul Argeș ca monumente de interes local, toate fiind clasificate ca monumente de arhitectură: ansamblul vilei Minovici (începutul secolului al XX-lea) din satul Cărpeniș, ansamblu format din vila propriu-zisă, anexe și parc; și biserica „Intrarea în Biserică a Maicii Domnului” (1820) din satul Ceparii Ungureni.

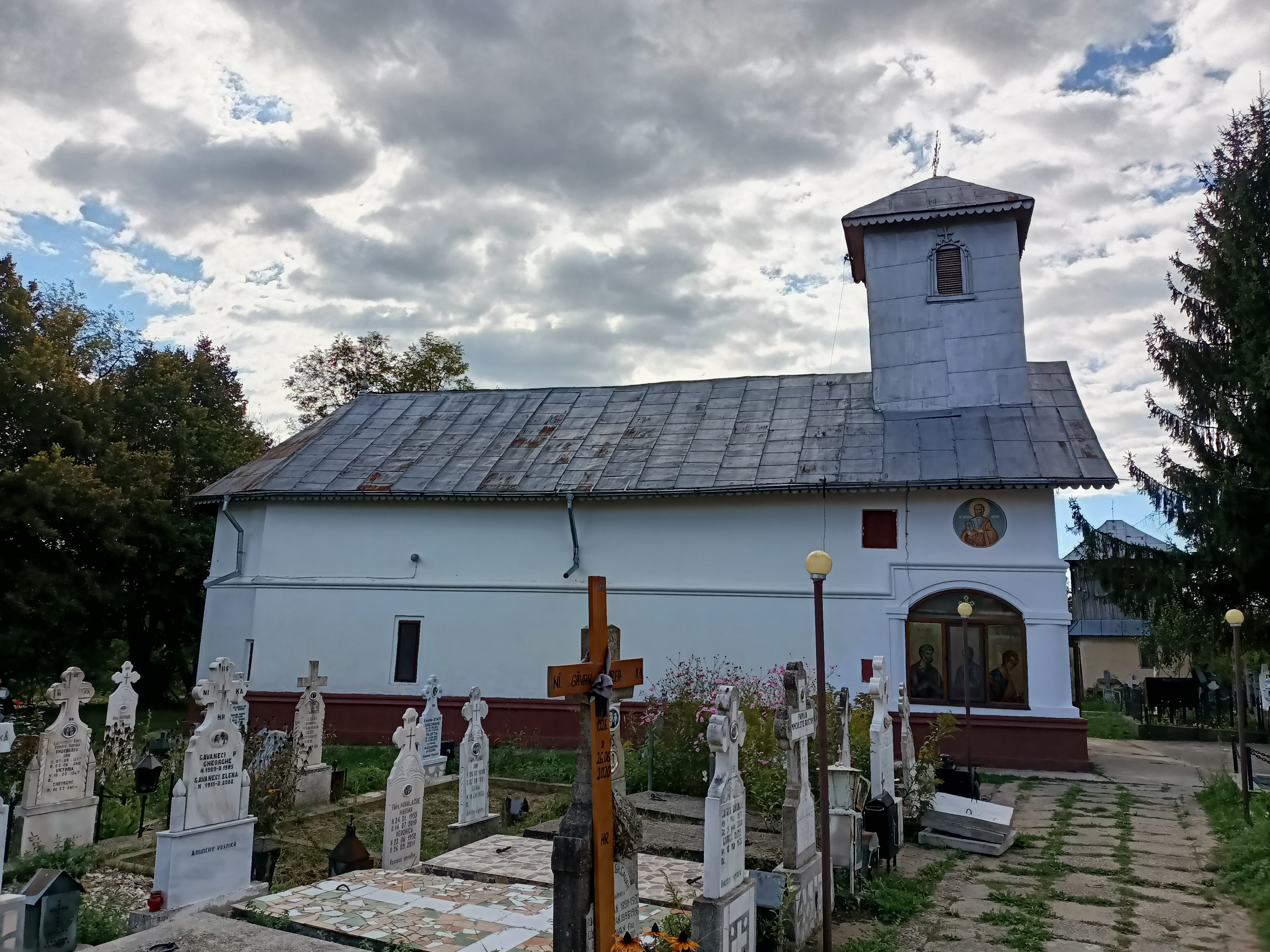
Biserica Intrarea în Biserică a Maicii Domnului, Cepari Ungureni

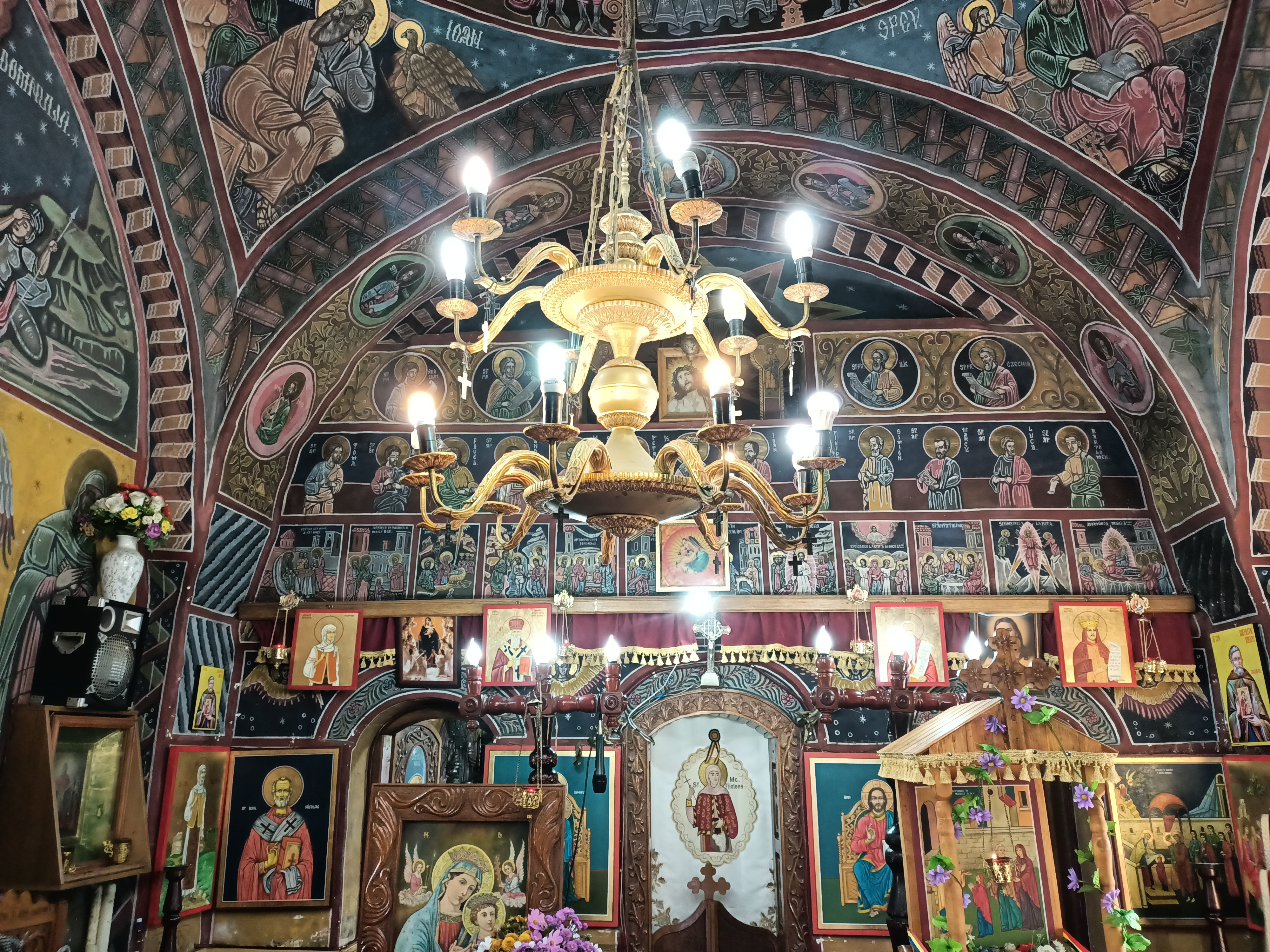
Pictură, Biserica Intrarea în Biserică a Maicii Domnului, Cepari Ungureni

Biserica cu hramul Intrarea în biserică a Maicii Domnului, din satul Neagoș, a fost ridicată în anul 1820 către Postelnicul Panait Balotă.
Biserica din satul Urluiești, cu hramul Nașterea Maicii Domnului, a fost zidită în anul 1891 prin eforturile depuse de Matache Nasereu și a soției sale Ancuța.
Biserica cu hramul Sf. Andrei Ștefan, din satul Cărpeniș, a fost ridicată între anii 1935-1937, prin eforturile financiare ale prof. dr. Ștefan Minovici, ale șoției sale Viorica și a enoriașilor satului.

### Casa Minovici, Cărpeniș
Ștefan Minovici, marele om de știință, fratele medicului legist Mina Minovici și al profesorului Nicolae Minovici, a construit în satul Cărpeniș monumentala biserică ce-i poartă ctitoria, precum și conacul boieresc Minovici, cunoscut ca "Vila Minovici", astăzi aflat în proprietate privată. 
În jurnalul preotului Gheorghe D. Marinescu, paroh al satului Cărpeniș, în anul 1944, la trecerea Armatei Sovietice în zona Văii Topologului, castelul doamnei Viorica Minovici a fost jefuit. Doamna Viorica Minovici a stat în sat îmbrăcată în haine de țărancă.

## Etnografie și folclor

### Arhitectura tradițională
Casele tradiționale din zona Topologului erau construite fie cu un singur nivel, fie cu două niveluri, parterul fiind destinat depozitării produselor și uneltelor de muncă. 

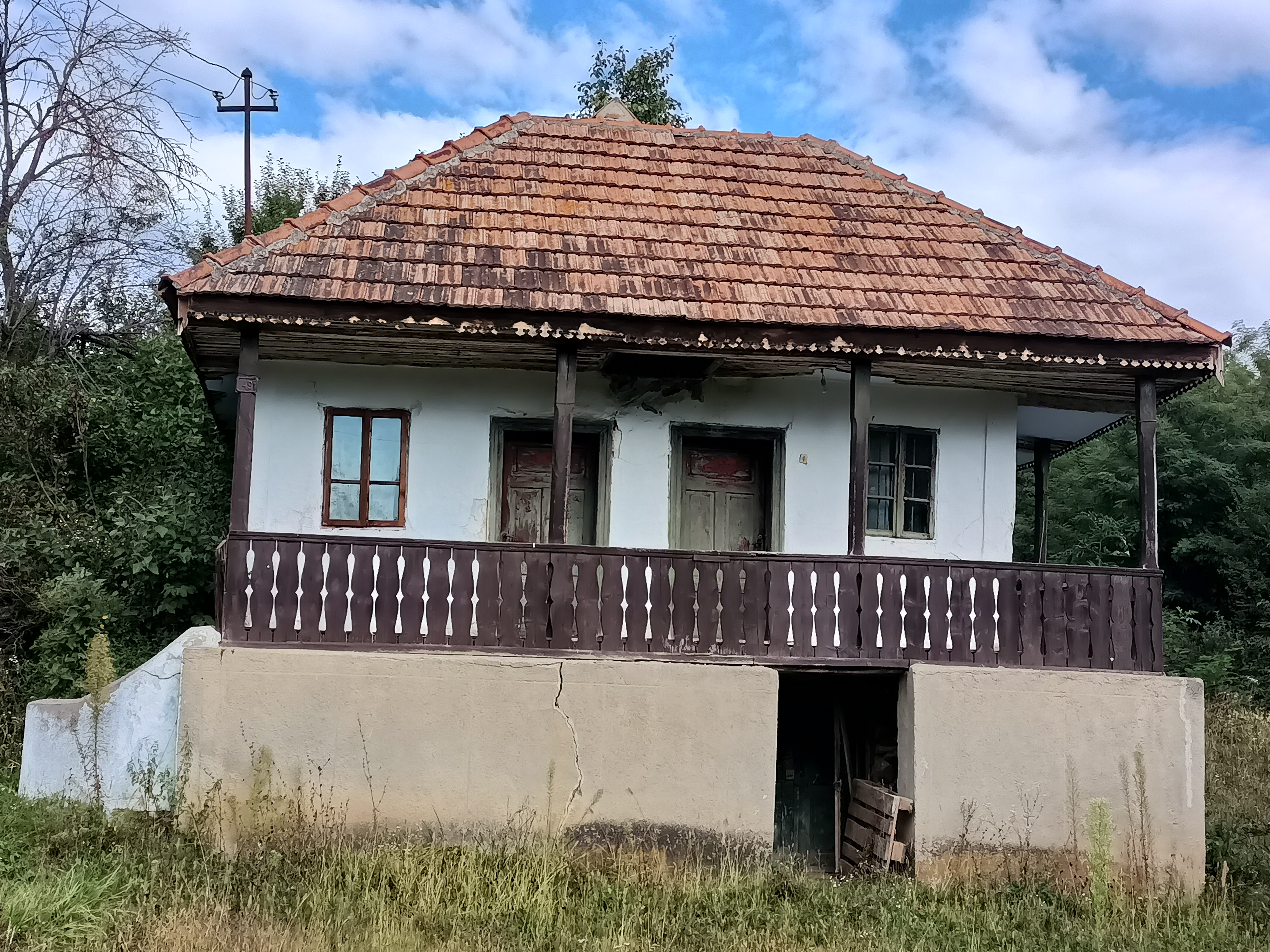
Arhitectură tradițională

Casele au fost inițial construite din lemn, material ușor de prelucrat, și erau acoperite cu șindrilă. Casele erau orientate cu fața spre sud sau est și amplasate în apropierea drumului principal. Între casă și drumul de acces, o parte a grădinii era destinată plantelor ornamentale. În jurul locuinței erau construcții anexe: fânarul, care îndeplinea și rol de grajd, îmbinând spațiul de depozitare al furajelor cu cel de adăpost pentru animale.
În locul caselor de lemn au apărut cele din cărămidă, mai spațioase cu 4 și 5 camere, acoperite cu țiglă. 

## Asociații de înfrățire
La începutul perioadei postdecembriste, mai precis la 1 noiembrie 1990, s-a semnat Carta de Înfrățire dintre comunele Cepari (România) și Saint Remy-de-Sille (Franța), aceasta fiind semnată de primarii celor două comune în scopul încurajării schimburilor culturale, școlare, familiale, sportive și pentru a stabili legături de prietenie între locuitorii acestor două comune.
În 1989 o asociație belgiană Operation Villages Roumains a înființat operațiunea Satele românești, în scopul salvării satelor românești și a locuitorilor acestora, asigurând în același timp protecția românilor care au avut curajul să denunțe planul de sistematizare comunistă a satelor și consecințele sale dezastruoase.
Această organizație regrupa persoane care acționau în sprijinul legii Drepturilor Omului. S-a propus adoptarea a 13.000 de sate românești.

## Localnici notabili
Alexandru Găvan (n. 19 mai 1982, Cepari, Argeș) este un alpinist, un montaniard de mare altitudine, specializat în accesarea optmiarilor Himalayei, fară oxigen și fară ajutorul șerpașilor, fotograf, speaker motivațional, activist de mediu, ambasador WWF.  Găvan este performerul urcării a șapte vârfuri de peste opt mii de metri (din cele 14 vârfuri de peste 8.000 m), fiind primul român care a cucerit vârfurile Gasherbrum I (8.080 m), Gasherbrum II (8.035 m) și Makalu (8.485 m). 
Alexandru Găvan folosește ascensiunile pe cele mai înalte vârfuri pentru a promova cauze ecologice, cum sunt cele împotriva tăierilor ilegale de păduri, protejarea și conservarea pădurilor virgine din România, Parcul Natural Văcărești, crearea Centurii Verzi a Bucureștiului, Geoparcul UNESCO Oltenia de sub munte, sau salvarea aspretelui.
În 2015 a inițiat campania umanitară Joy for Nepal, în urma căreia s-au construit 3 școli pentru 300 de copii din satele izolate din Himalaya. 
În iulie 2019, o dată cu ascensinea fără oxigen supimentar a vârfului Gasherbrum II (8035 m), Alexandru Găvan a demarat public campania de salvare de la dispariție a aspretelui Aspretele trăiește.
În 2020, împreună cu Asociația Ecologică Aquaterra, redactează Planul de acțiune național pentru asprete, document care a fost pus în dezbatere publică de către Ministerul Mediului, Apelor și Pădurilor.

## Galerie de imagini

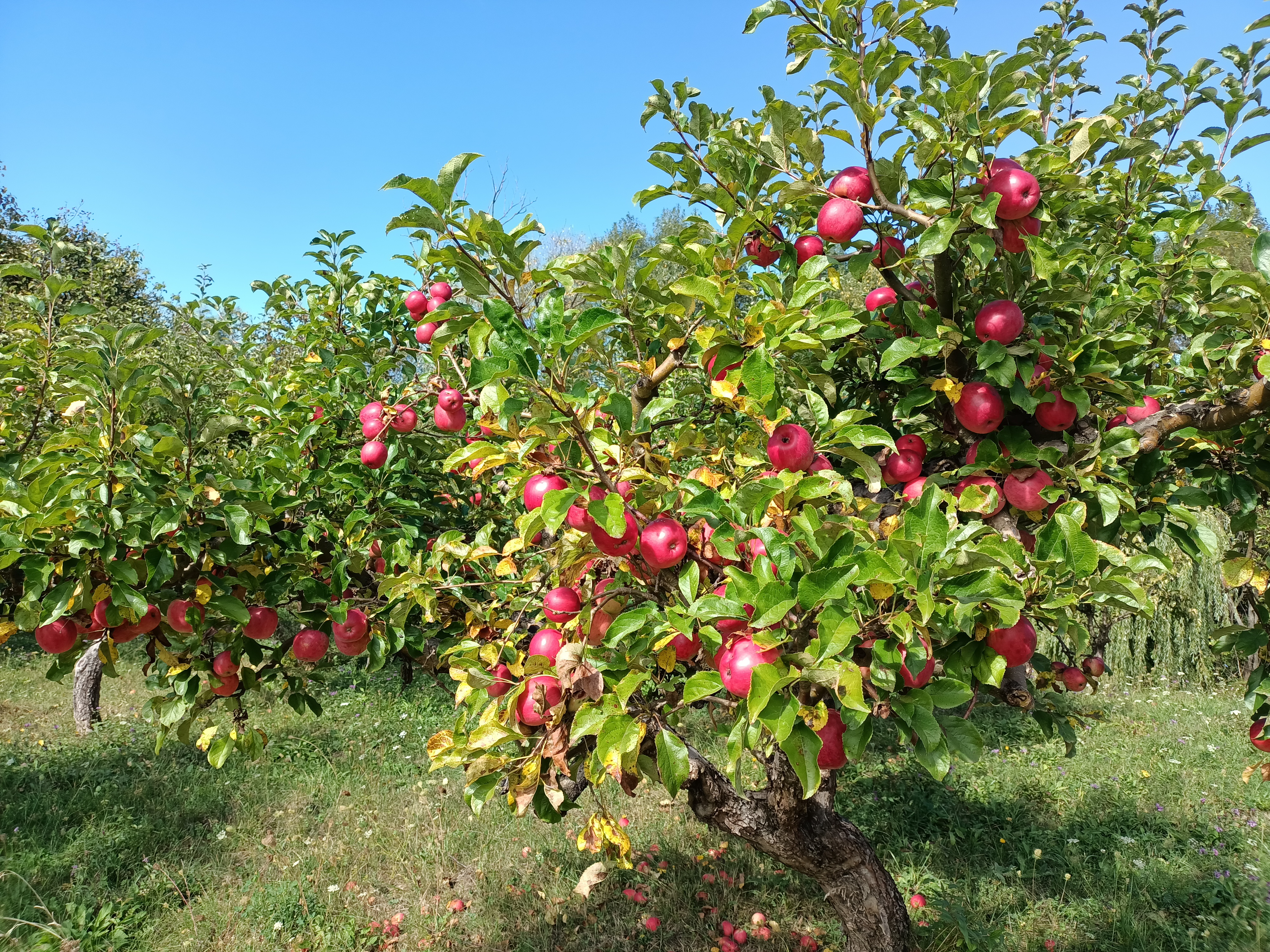
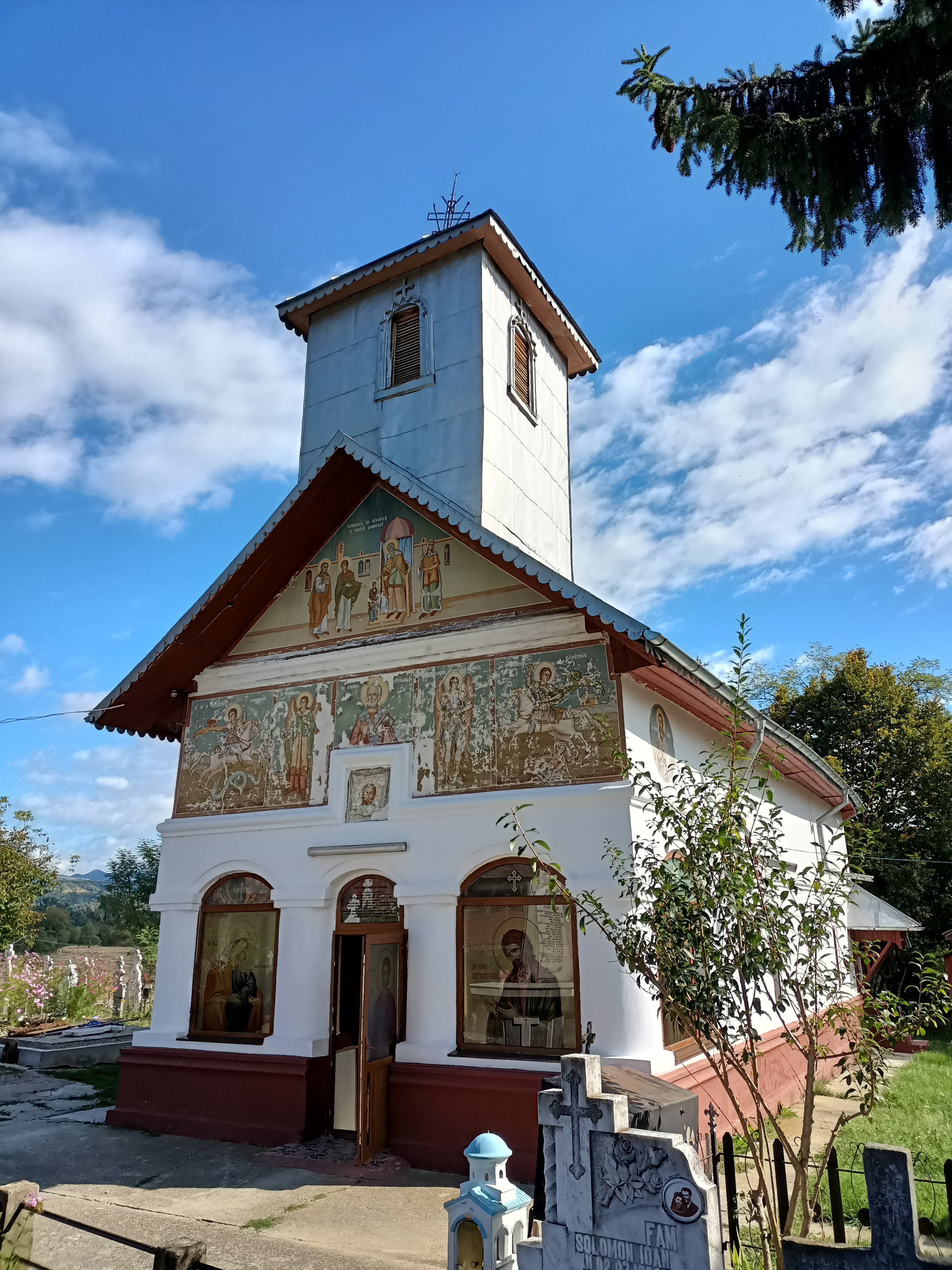
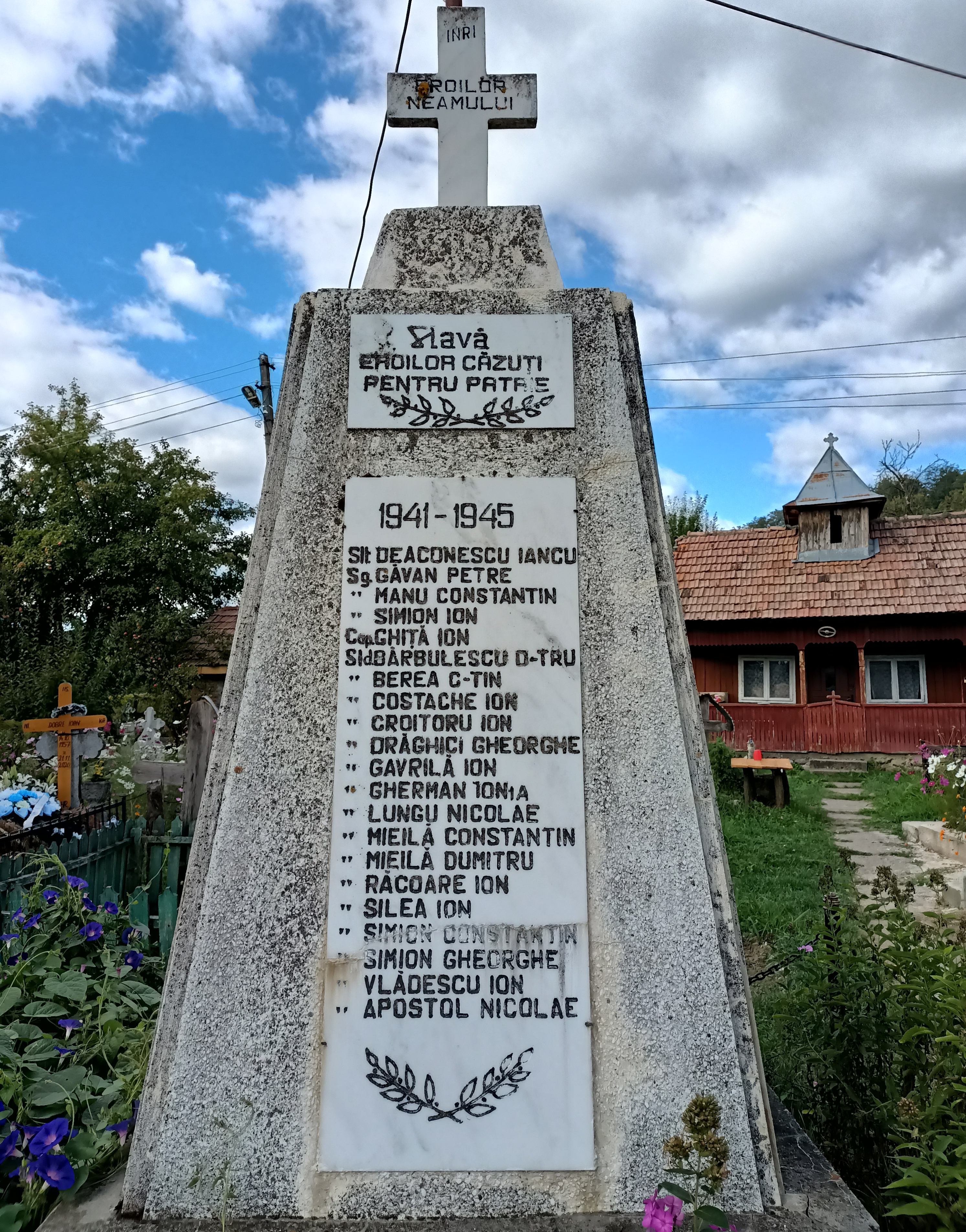

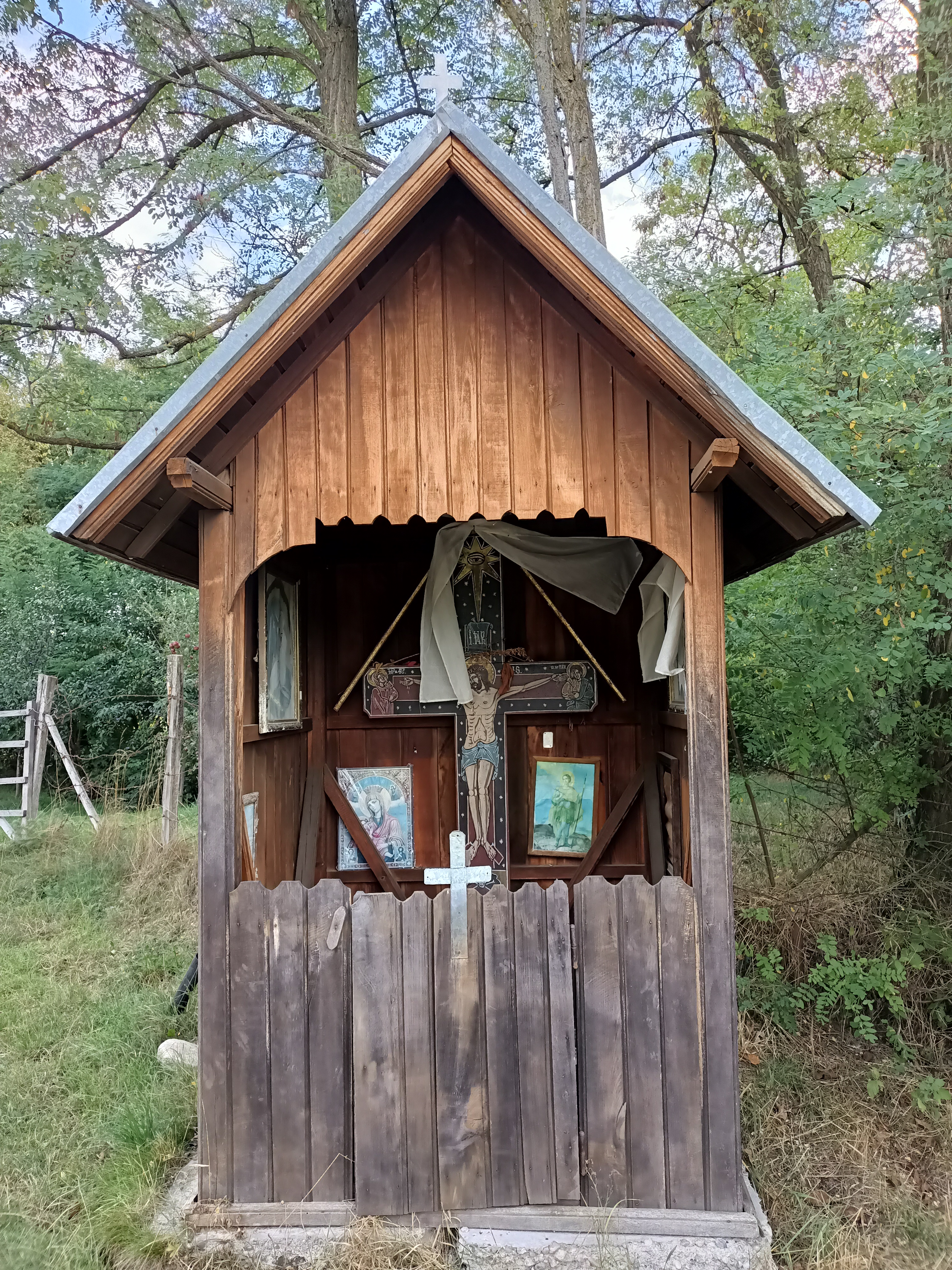
Troiță